# Municipio de Maple Grove (condado de Saginaw)
El municipio de Maple Grove (en inglés: Maple Grove Township) es un municipio ubicado en el condado de Saginaw en el estado estadounidense de Míchigan. En el año 2010 tenía una población de 2668 habitantes y una densidad poblacional de 28,04 personas por km².

## Geografía
El municipio de Maple Grove se encuentra ubicado en las coordenadas 43°10′41″N 83°59′32″O / 43.17806, -83.99222. Según la Oficina del Censo de los Estados Unidos, el municipio tiene una superficie total de 95.14 km², de la cual 92,72 km² corresponden a tierra firme y (2,55 %) 2,43 km² es agua.

## Demografía
Según el censo de 2010, había 2668 personas residiendo en el municipio de Maple Grove. La densidad de población era de 28,04 hab./km². De los 2668 habitantes, el municipio de Maple Grove estaba compuesto por el 97,3 % blancos, el 0,79 % eran afroamericanos, el 0,52 % eran amerindios, el 0,04 % eran asiáticos, el 0,41 % eran de otras razas y el 0,94 % eran de una mezcla de razas. Del total de la población el 1,54 % eran hispanos o latinos de cualquier raza.